# ویلهویت (آریزونا)
ویلهویت (به انگلیسی: Wilhoit) یک منطقهٔ مسکونی در ایالات متحده آمریکا است که در شهرستان یاواپای، آریزونا واقع شده‌است. ویلهویت ۴۰٫۶۳ کیلومتر مربع مساحت و ۶٬۳۶۳ نفر جمعیت دارد و ۱٬۵۴۷ متر بالاتر از سطح دریا واقع شده‌است.